# Wilaya de Chlef
La wilaya de Chlef (en arabe: ولاية الشلف, en berbère: ⴰⴳⴻⵣⴷⵓ ⵏ ⵛⵍⴻⴼ), est une wilaya algérienne située au nord-ouest du pays à mi-distance entre Alger et Oran.

## Géographie

### Localisation
La wilaya de Chlef est située dans le Tell occidental à 200 km (jusqu'à 300 km pour les communes du nord-ouest) à l'ouest d'Alger. Elle est délimitée par :
|                      | Mer Méditerranée |                   |
| Mostaganem, Relizane | wilaya de Chlef  | Tipaza, Aïn Defla |
|                      | Tissemsilt       |                   |

### Relief

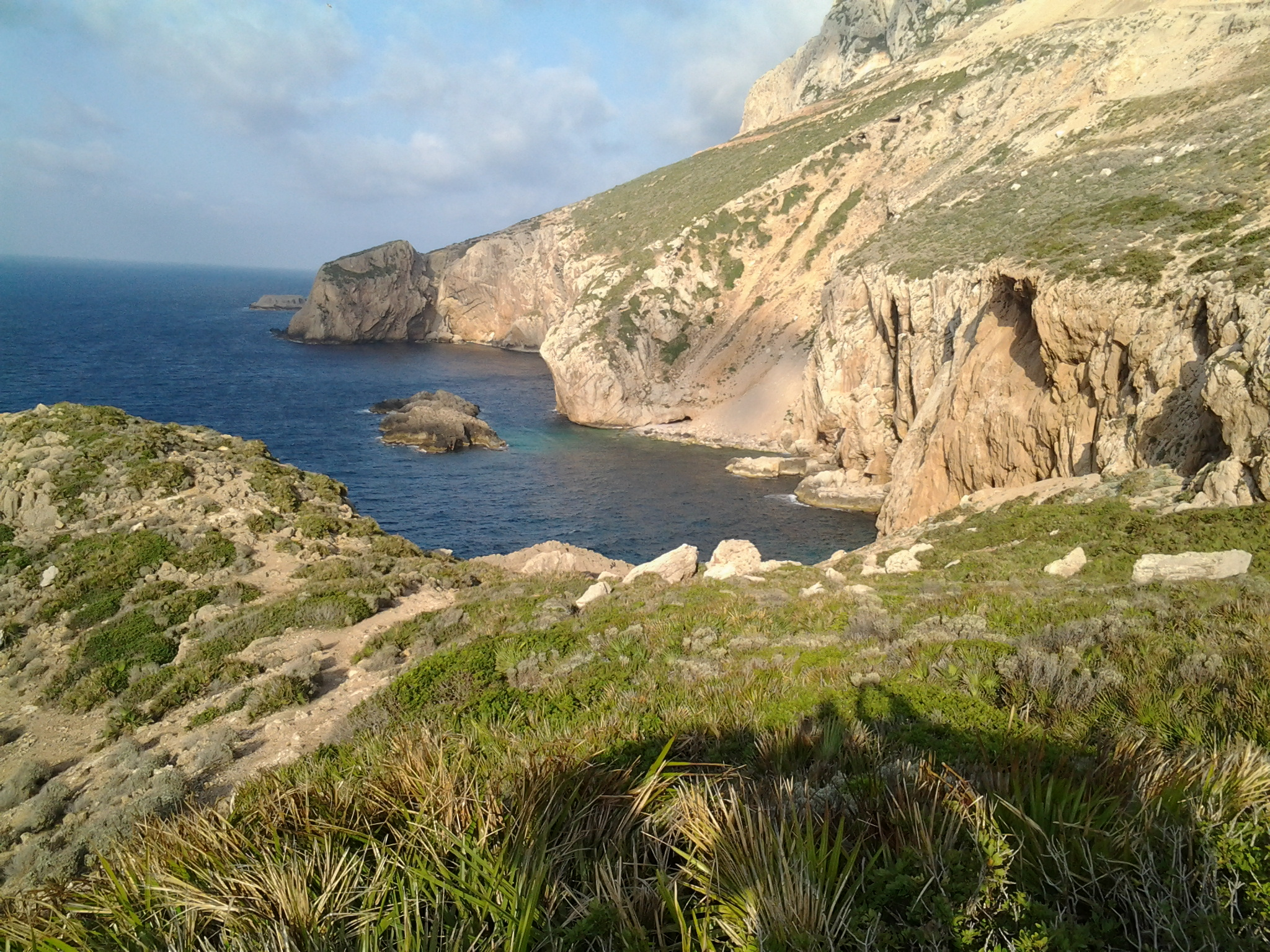
Littoral abrupt dans la wilaya de Chlef

La wilaya est formée par quatre ensembles géographiques :
- une côte méditerranéenne s’étendant sur 120 km ;
- la chaîne de la Dahra au nord ;
- les monts de l'Ouarsenis au sud ;
- la vallée du Chelif entre les deux ensembles montagneux.

### Climat
La wilaya est caractérisée par un climat méditerranéen sub-humide dans la partie Nord et un climat continental au Sud, froid en hiver et chaud en été.
Située dans une cuvette séparée de la mer par les monts du Dahra. Malgré son climat sub-humide, Chlef est une des régions les plus chaudes d’Algérie. La pluviométrie moyenne est de 420 mm/an. Il se distingue par un important massif forestier, constitué notamment de chênes-lièges et de chênes verts.

### Hydrographie
Le Chelif est le plus important cours d'eau, il traverse la wilaya d’est en ouest et y est traversé par deux importants barrages : oued Fodda et Sidi Yakoub.

### Sismicité
La wilaya est soumise à des secousses telluriques causées par les mouvements tectoniques.

## Histoire
La présence humaine durant la Préhistoire est attestée dans le territoire de la wilaya. Le peuplement berbère remonte à la fin du néolithique. La région côtière et les plaines ont subi l'influence carthaginoise. Les Phéniciens ont construit le comptoir commercial et la ville de Cartinas, devenu Ténès à l'époque de la colonisation romaine.
Le territoire de la wilaya se trouvait aux confins des royaumes Berbères Massaesyles et Massyles, jusqu’à l'unification de la Numidie par Massinissa. Par la suite, les romains occupèrent la côte et les plaines, les tribus montagnardes du Dahra et l’Ouarsenis sont restées indépendantes. Au Ve siècle, le territoire de la wilaya est intégré au royaume indépendant maure de l'Ouarsenis.
Les musulmans ont conquis la région entre 675 et 682. La région était peuplée principalement par les tribus Zénètes et Maghraouas. Elle était gouvernée par les Rostémides, les Hammadides, les Almoravides, les Almohades et les Zianides. Pendant la décadence du royaume des Zianides, Ténès accueille une forte immigration andalouse et devient une république indépendante avant d'être envahie par les Espagnols, puis attaché à la régence d'Alger en 1517.
Pendant la période ottomane, la région est répartie entre plusieurs circonscriptions administratives : Ténès et la côte sont administrées par Dar Es-Soltane, la partie orientale par le beylik du Titteri et le reste par le beylik de l'Ouest.
Après 1830, la région a connu la colonisation française, à la suite de résistances populaires menées par l'Emir Abdelkader puis par Boumaaza. C'est durant cette période que s'est déroulé l’épisode des enfumades des grottes du Dahra. La région est alors organisée comme un arrondissement autour de son chef-lieu nommé Orléansville, et est attachée à l'ancien département d'Alger, avant de devenir lors de sa réorganisation le département d'Orléansville de plein droit, avec l'intégration à son territoire de six arrondissements (Cherchell, Miliana, Ténès, Theniet-El-Haâd et Duperré [l'actuelle Aïn-Defla). Durant la guerre d'Algérie, le département faisait partie de la wilaya IV.
Après l'indépendance de 1962, le département prend temporairement le nom du fleuve, le Chelif, avant de reprendre le nom de son chef-lieu quand il est renommé El-Asnam en arabe vernaculaire ; il devient (comme les autres départements algériens) une wilaya en 1968, et prend son nom actuel en 1980 quand la ville d'El-Asnam reprend son nom berbère de Chlef.

## Organisation de la wilaya

### Walis
Le poste de wali de la wilaya de Chlef a été occupé par plusieurs personnalités politiques nationales depuis l'indépendance en 1962.
| N° | Wali                     | Début             | Fin               |
| -- | ------------------------ | ----------------- | ----------------- |
| 1  | Ouali Issad              | 10 juillet 1962   | 23 octobre 1962   |
| 2  | Kada Boutarène           | 26 octobre 1962   | 1er janvier 1964  |
| 3  | Mohamed Sadek Benyahia   | 4 mars 1964       | 1er juillet 1964  |
| 4  | Abderrahim Settouti      | 11 juillet 1964   | 27 janvier 1965   |
| 5  | Mohamed Aït Amrane       | 29 janvier 1965   | 22 juillet 1965   |
| 6  | Mohamed Nedjadi          | 27 juillet 1965   | 29 mai 1970       |
| 7  | Ahmed Bakhti             | 12 octobre 1970   | 17 septembre 1974 |
| 8  | Mohamed Lamine Gherieb   | 17 septembre 1974 | 30 novembre 1980  |
| 9  | Mostefa Meghraoui        | 1er décembre 1980 | 31 août 1981      |
| 10 | Rachid Aktouf            | 01 septembre 1981 | 07 mai 1986       |
| 11 | Ahmed Bouakane           | 07 mai 1986       | 29 juillet 1990   |
| 12 | Boumédiène Bounoura      | 29 juillet 1990   | 21 août 1991      |
| 13 | Abdelkader Benayada      | 21 août 1991      | 30 juin 1994      |
| 14 | Mohamed Saïdani          | 30 juin 1994      | 27 juillet 1996   |
| 15 | Youcef Daâra             | 27 juillet 1996   | 12 juillet 1997   |
| 16 | Hocine Ouadah            | 12 juillet 1997   | 4 août 2001       |
| 17 | Mohamed El Ghazi         | 4 août 2001       | 7 mai 2008        |
| 18 | Mahmoud Djemaâ           | 7 mai 2008        | 24 octobre 2013   |
| 19 | Aboubekr Seddiq Bousetta | 24 octobre 2013   | 5 octobre 2016    |
| 20 | Fawzi Benhassine         | 5 octobre 2016    | 17 juillet 2017   |
| 21 | Abdellah Benmansour      | 17 juillet 2017   |                   |
| 22 | Sadek Mustapha           |                   | 20 janvier 2020   |
| 23 | Messaoud Djari           | 20 janvier 2020   | 31 août 2020      |
| 24 | Lakhdar Seddas.          | 31 août 2020      | 14 septembre 2022 |
| 25 | Attalah Moulati          | 14 septembre 2022 | 6 septembre 2023  |
| 26 | Brahim Ghmired           | 6 septembre 2023  | en cours          |

### Daïras
La wilaya compte treize daïras.

### Communes
La wilaya de Chlef compte trente-cinq communes.

## Population et démographie

### Population
La population d'origine Zénète a subi les influences arabes et andalouses. Les langues parlées sont l'arabe algérien à plus de 90 % et le berbère dans sa variété zénète locale tacenwit qui est parlé dans la partie orientale de Dahra.

### Évolution démographique
Selon le recensement de 2008, la population de la wilaya dépasse le million d'habitants. Elle est de 1 002 088 habitants contre 684 192 en 1987. 7 communes dépassaient alors la barre des 35 000 habitants :
| 1987    | 1998    | 2008      |
| ------- | ------- | --------- |
| 684 192 | 858 695 | 1 002 088 |

| Commune    | Population | Taux de croissance annuel 2008/1998 |
| ---------- | ---------- | ----------------------------------- |
| Chlef      | 178 616    | 2,1 %                               |
| Chettia    | 71 408     | 1,8 %                               |
| Boukadir   | 51 340     | 2,2 %                               |
| Aïn Merane | 51 326     | 3,4 %                               |
| Oued Sly   | 47 248     | 1,4 %                               |
| Oued Fodda | 41 710     | 1,5 %                               |
| Ténès      | 35 459     | = 0,3 %                             |

## Religion

### Mosquées
La wilaya de Chlef abrite des dizaines de mosquées réparties dans ses trente-cinq communes. Ces mosquées sont administrées par la Direction des affaires religieuses et des wakfs de Chlef sous la tutelle du Ministère des Affaires religieuses et des Wakfs.

### Zaouïas
- Zaouïa de Sidi Mouloud

## Économie
L'économie de la wilaya de Chlef repose essentiellement sur l'agriculture et l'élevage. Cependant, l'industrie et le tourisme restent à développer. La wilaya de Chlef est caractérisée par une vocation agricole, elle est située sur la plaine du moyen Chelif et dispose de ressources hydriques importantes. La superficie agricole représente 65,43 % de la superficie totale de la wilaya. La production agricole est composée par des cultures diversifiées : céréales, légumes secs, arboricultures, fourrages, cultures industrielles, etc. La faune dans la wilaya est également diversifié : bovins, ovins et caprins.
Avec quatre ports, il existe une activité importante de pêche dans la wilaya, elle occupe également la première place nationale en aquaculture marine avec 65 % de la production nationale en 2021.

## Ressources hydriques

### Sources
Cette wilaya recèle des centaines de sources d'eau naturelle.

### Oueds
La wilaya est traversée par des dizaines d'oueds :
- Chellif ;
- Oued Fodda ;
- Oued Sly.

### Barrages
Cette wilaya comprend les barrages suivants :
- Barrage de Sidi Yakoub[26] ;
- Barrage de Oued fodda[27].

Ces barrages font partie des 80 barrages opérationnels en Algérie alors que 5 autres sont en cours de réalisation en 2022.

## Santé
- Hôpital de Ouled Mohamed.
- Hôpital de Chorfa.
- Hôpital Zighoud Youcef Ténès.
- Hôpital ancien de Ténès.
- Hôpital de Sobha.
- Hôpital de Chettia.
- Hôpital des sœurs Bedj.

## Lieux touristiques
- Sidi Marwane.